# مقاطعة كوزا (كاناغاوا)
كوزا (باليابانية: 高座郡 كوزا-غون) هي مقاطعة يابانية تقع في محافظة كاناغاوا، اليابان. تبلغ مساحتها 13.42 كم مربع، وبلغ تعداد سكان المقاطعة في عام 2008 47,641 نسمة، وكثافة السكان 3550 نسمة لكل كم مربع.

## البلدات والقرى
- ساموكاوا